# Cloz
Cloz é uma comuna italiana da região do Trentino-Alto Ádige, província de Trento, com cerca de 679 habitantes. Estende-se por uma área de 8 km², tendo uma densidade populacional de 85 hab/km². Faz fronteira com Lauregno (BZ), Brez, Revò, Dambel, Romallo.